# Holger Witzel
Holger Witzel (* 1968 in Leipzig) ist ein deutscher Journalist und Autor.
Witzel arbeitet seit 1990 als Journalist, seit 1996 für die Zeitschrift Stern. Neben seinen Reportagen und Kurzgeschichten veröffentlichte er unter dem Pseudonym Hans Waal 2008 den Roman Die Nachhut. 2011 erschien der erste Sammelband seiner Stern-Kolumne Schnauze Wessi, 2013 der Nachfolgeband Gib Wessis eine Chance.

## Quelle
- Eulenspiegel Verlagsgruppe